# Brachycorythis
Brachycorythis – rodzaj roślin z rodziny storczykowatych (Orchidaceae). Obejmuje około 35 gatunków występujących w Afryce i Azji w takich krajach i regionach jak: Angola, Asam, Bangladesz, Burkina Faso, Burundi, Kambodża, Kamerun, Republika Środkowoafrykańska, Chiny, Kongo, Himalaje, Gwinea Równikowa, Etiopia, Republika Południowej Afryki, Gabon, Ghana, Gwinea, India, Wybrzeże Kości Słoniowej, Kenia, Laos, Lesotho, Liberia, Madagaskar, Malawi, Mali, Mozambik, Mjanma, Nepal, Nigeria, Rwanda, Senegal, Sierra Leone, Sudan, Eswatini, Tajwan, Tajlandia, Togo, Uganda, Wietnam, Zambia, Demokratyczna Republika Konga, Zimbabwe.

## Systematyka
Rodzaj sklasyfikowany do podplemienia Orchidinae w plemieniu Orchideae, podrodzina storczykowe (Orchidoideae), rodzina storczykowate (Orchidaceae), rząd szparagowce (Asparagales) w obrębie roślin jednoliściennych.
Wykaz gatunków
- Brachycorythis acuta (Rchb.f.) Summerh.
- Brachycorythis angolensis (Schltr.) Schltr.
- Brachycorythis basifoliata Summerh.
- Brachycorythis buchananii (Schltr.) Rolfe
- Brachycorythis congoensis Kraenzl.
- Brachycorythis conica (Summerh.) Summerh.
- Brachycorythis disoides (Ridl.) Kraenzl.
- Brachycorythis friesii (Schltr.) Summerh.
- Brachycorythis galeandra (Rchb.f.) Summerh.
- Brachycorythis helferi (Rchb.f.) Summerh.
- Brachycorythis henryi (Schltr.) Summerh.
- Brachycorythis iantha (Wight) Summerh.
- Brachycorythis inhambanensis (Schltr.) Schltr.
- Brachycorythis kalbreyeri Rchb.f.
- Brachycorythis laotica (Gagnep.) Summerh.
- Brachycorythis lastii Rolfe
- Brachycorythis mac-owaniana Rchb.f.
- Brachycorythis macrantha (Lindl.) Summerh.
- Brachycorythis mixta Summerh.
- Brachycorythis neglecta H.A.Pedersen
- Brachycorythis obcordata (Lindl. ex Wall.) Summerh.
- Brachycorythis ovata Lindl.
- Brachycorythis paucifolia Summerh.
- Brachycorythis peitawuensis T.P.Lin & W.M.Lin
- Brachycorythis pilosa Summerh.
- Brachycorythis pleistophylla Rchb.f.
- Brachycorythis pubescens Harv.
- Brachycorythis pumilio (Lindl.) Rchb.f.
- Brachycorythis rhodostachys (Schltr.) Summerh.
- Brachycorythis sceptrum Schltr.
- Brachycorythis splendida Summerh.
- Brachycorythis tanganyikensis Summerh.
- Brachycorythis tenuior Rchb.f.
- Brachycorythis thorelii (Gagnep.) Summerh.
- Brachycorythis velutina Schltr.
- Brachycorythis wightii Summerh.
- Brachycorythis youngii (Szlach., Mytnik, Rutk., Jerch. & Baranow) J.M.H.Shaw